# De geverfde vogel
De geverfde vogel (oorspronkelijke titel The Painted Bird) is een controversiële oorlogsroman van de Amerikaanse schrijver Jerzy Kosinski. De roman werd voor het eerst gepubliceerd in 1965.
De Nederlandse vertaling, van de hand van Mischa de Vreede, verscheen in 1966 bij de Bezige Bij. De latere drukken, met een uitgebreid voorwoord van de auteur, zijn in een vertaling door Oscar Timmers.
Kosinski is van joods-Poolse afkomst. Toch duurde het tot 1989 voordat de eerste Poolse vertaling verscheen onder de naam Malowany Ptak bij uitgeverij Czytelnik.
'De geverfde vogel' gaat over een jongen die tijdens de Tweede Wereldoorlog, van zijn zesde tot zijn elfde jaar, rondzwerft over het Poolse platteland. De titel verwijst naar een vogelhandelaar, bij wie de jongen enige tijd onderdak vindt. Soms beschildert hij een gevangen vogel met felle kleuren, waarna de vogel vrijgelaten wordt bij zijn soortgenoten. Die herkennen de geverfde vogel niet en verstoten hem, desnoods met geweld.

## Verfilming
Van het boek heeft de Tsjechische regisseur Václav Marhoul een verfilming gemaakt, uitgekomen in 2019. Hierin spelen onder andere Harvey Keitel, Stellan Skarsgård en Udo Kier een rol. In tegenstelling tot het boek speelt de film zich af in een niet nader bepaald Slavisch land en daarom wordt er gebruik gemaakt van het Interslavisch.